# 坪井誠太郎
坪井 誠太郎（つぼい せいたろう、1893年9月8日 - 1986年9月22日）は、日本の地球科学者。専門は、地質学・鉱物学・岩石学。学位は、理学博士（東京帝国大学・1926年）（学位論文「A dispersion method of discriminating rock-constituents and its use in petrogenic investigation(光の分散を應用して造岩鉱物を識別する一方法及其れの岩石成因研究上の利用)」）。東京帝国大学教授を経て、東京大学名誉教授。勲二等旭日重光章受章。文化功労者。

## 生涯
坪井正五郎・直子夫妻の長男として東京府（現・東京都）に生まれた。父・正五郎はコロボックル日本原住民説を唱えた人類学者で、母・直子は箕作秋坪の長女。従って誠太郎は坪井信道と箕作阮甫の曾孫にあたる。
東京府立第一中学校、第一高等学校を経て、1917年東京帝国大学理科大学地質学科を卒業して同学科の助手となった。1921年（大正10年）東京帝国大学助教授。同年よりイギリス・アメリカ合衆国・ドイツに留学し、1923年（大正12年）帰国。同年学術研究会議の会員となった。1926年東京帝国大学より理学博士の学位を取得、学位論文の題は、「A dispersion method of discriminating rock-constituents and its use in petrogenic investigation(光の分散を應用して造岩鉱物を識別する一方法及其れの岩石成因研究上の利用)」 。1928年（昭和3年）。東京帝国大学理学部教授。造岩鉱物・火成岩・変成岩研究の先駆者であり、光学的手法の導入による岩石成因論の発展に貢献した。また、1939年（昭和14年）から1945年（昭和20年）の間国立科学博物館長も務めた。1954年（昭和29年）東京大学を定年退官し名誉教授。同年岡山大学温泉研究所（現・惑星物質研究所）の所長に就任した。
1955年（昭和30年）2月22日には、皇居に招かれて古生物学・鉱物学の合同進講に参加、岩石学について進講。さらに同年3月9日にも皇居に招かれ、昭和天皇が前年に行幸した昭和新山について進講した。
1971年（昭和46年）東京地学協会の会長に就任、1980年（昭和55年）同会長を辞任。
1934年（昭和9年）、「火成岩の成因に関する研究」で恩賜賞受賞。1966年（昭和41年）、勲二等旭日重光章受章。1978年（昭和53年）、文化功労者。墓所は染井霊園。
妻の百合は天文学者・平山信の長女。誠太郎・百合夫妻は2男1女をもうけたが、長男は物理化学者の坪井正道である。地球物理学者の坪井忠二（寺田寅彦の弟子で島薗順次郎の娘婿）は誠太郎の実弟で、数学者の正田建次郎と元東洋製作所社長の佐竹義利、日本国有鉄道常務理事・日本電設工業社長・東京電気保全社長などを歴任した川上寿一は誠太郎の義弟である（正田の先妻・多美、佐竹の妻・厚、川上の妻・千枝は3人とも平山信の娘で、百合の妹にあたる）。また、建築家の平山嵩は誠太郎の義兄である（平山嵩は百合の兄にあたる）。

## 著書

### 単著
- 『鉱物及び岩石の光学的鏡検法』（岩波書店　岩波講座　地質学及び古生物学、砿物学及び岩石学　1931年）
- 『カーネギー研究所地球物理学実験所の岩石学上の業績』（岩波書店　岩波講座　地質学及び古生物学、砿物学及び岩石学　1931年）
- 『火成岩成因論』（岩波書店　岩波講座　地質学及び古生物学、砿物学及び岩石学　1932年）
- 『岩石 - 火成岩』（地人書館　地理学講座6　1933年）
- 『修正地理学講座4　地質学・地形学・岩石火成岩』（地人書館　1938年）
- 『岩石学』（岩波書店　岩波全書91　1938年）
- 『偏光顕微鏡 - 透明固態物質の光学的鏡検法 -』（岩波書店　1959年）

### 共著
- 『地学』（文部省検定済高等学校理科教科書、大日本図書　1963年）
- 『斜長石光学図表』（岩波書店　1977年）
- 『科学の事典』（岩波書店　1980年）